# Varakeh Rūd
Varakeh Rūd (persiska: وَرَكرود, وَرَكَه رود, وَركرود, وَرَكا رود, وَرَكَ رُّد, ورکه رود, Varakrūd) är en ort i Iran.   Den ligger i provinsen Qazvin, i den nordvästra delen av landet, 190 km väster om huvudstaden Teheran. Varakeh Rūd ligger 1 749 meter över havet och antalet invånare är 169.
Terrängen runt Varakeh Rūd är kuperad. Runt Varakeh Rūd är det ganska glesbefolkat, med 29 invånare per kvadratkilometer. Närmaste större samhälle är Ẕīā'ābād, 17,2 km nordost om Varakeh Rūd. Trakten runt Varakeh Rūd består i huvudsak av gräsmarker.